# Julio Arca
Julio Arca est un footballeur argentin né le 31 janvier 1981 à Quilmes. Il évolue au poste de milieu de terrain défensif.

## Biographie
Le 12 août 2011, il prolonge de deux ans son contrat à Middlesbrough. Par consentement mutuel, il résilie son contrat en avril 2013.

## Palmarès
- Avec Sunderland :
  - Champion d'Angleterre (Championship) en 2005.

- Avec l'Argentine :
  - Finaliste du Championnat -20 ans (CONMEBOL) en 2001.
  - Champion du monde -20 ans en 2001.

## Statistiques
Dernière modification effectuée le 13 juillet 2011.
| Club               | Saison    | Division              | Championnat national | Championnat national | Coupes nationales | Coupes nationales | Total  | Total |
| Club               | Saison    | Division              | Matchs               | Buts                 | Matchs            | Buts              | Matchs | Buts  |
| ------------------ | --------- | --------------------- | -------------------- | -------------------- | ----------------- | ----------------- | ------ | ----- |
| Argentinos Juniors | 1998-2000 | Primera División (D1) | 19                   | 0                    | -                 | -                 | 19     | 0     |
| Argentinos Juniors | 1999-2000 | Primera División (D1) | 17                   | 0                    | -                 | -                 | 17     | 0     |
| Sunderland         | 2000-2001 | Premier League (D1)   | 27                   | 2                    | 3                 | 1                 | 30     | 3     |
| Sunderland         | 2001-2002 | Premier League (D1)   | 22                   | 1                    | 2                 | 0                 | 24     | 1     |
| Sunderland         | 2002-2003 | Premier League (D1)   | 13                   | 0                    | 5                 | 2                 | 18     | 2     |
| Sunderland         | 2003-2004 | Championship (D2)     | 31                   | 4                    | 6                 | 2                 | 37     | 6     |
| Sunderland         | 2004-2005 | Championship (D2)     | 40                   | 9                    | 2                 | 0                 | 42     | 9     |
| Sunderland         | 2005-2006 | Premier League (D1)   | 24                   | 1                    | 2                 | 1                 | 26     | 2     |
| Middlesbrough      | 2006-2007 | Premier League (D1)   | 21                   | 2                    | 7                 | 1                 | 28     | 3     |
| Middlesbrough      | 2007-2008 | Premier League (D1)   | 24                   | 2                    | 5                 | 0                 | 29     | 2     |
| Middlesbrough      | 2008-2009 | Premier League (D1)   | 18                   | 0                    | 3                 | 0                 | 21     | 0     |
| Middlesbrough      | 2009-2010 | Championship (D2)     | 34                   | 0                    | 2                 | 0                 | 36     | 0     |
| Middlesbrough      | 2010-2011 | Championship (D2)     | 32                   | 3                    | 3                 | 1                 | 35     | 4     |
| Middlesbrough      | 2011-2012 | Championship (D2)     | 1                    | 0                    | -                 | -                 | 1      | 0     |
| Total              | Total     | Total                 | 323                  | 24                   | 40                | 8                 | 363    | 32    |